# Poběžovice u Holic
Poběžovice u Holic é uma comuna checa localizada na região de Pardubice, distrito de Pardubice.